# Episteme latimargo
Episteme latimargo is een vlinder uit de familie van de uilen (Noctuidae). De wetenschappelijke naam van de soort is, als Eusemia latimargo, voor het eerst geldig gepubliceerd in 1891 door Hampson.